# Chytonix parvimacula
Chytonix parvimacula är en fjärilsart som beskrevs av Smith 1903. Chytonix parvimacula ingår i släktet Chytonix och familjen nattflyn. Inga underarter finns listade i Catalogue of Life.